# Råssnäs
Råssnäs är en stadsdel som ligger vid Råssnäsudden i Motala, Östergötland. På Råssnäsudden finns en fabrik som tillhör Saab AB där de tillverkar torpeder. Det finns även en seglarklubb och ett bad på Råssnäsudden. Råssnäs har fått sitt namn av det gamla ordet "ross", som betyder häst (russ). Möjligtvis fanns beteshagar på halvön redan på 1500-talet. På 1700-talet vet man att det fanns två torp på udden, Södra och Norra Rossnäset. Råssnäs gård revs 1959. Utmed Råssnäsuddens södra strand finns skyddsvallar bevarade från Nordiska sjuårskriget och Rantzaus räd på 1560-talet.